# Maresches
Maresches é uma comuna francesa na região administrativa de Altos da França, no departamento do Norte. Estende-se por uma área de 4.78 km². Em 2010 a comuna tinha 836 habitantes (densidade: 174,9 hab./km²).